# Ochetellus glaber
Ochetellus glaber är en myrart som först beskrevs av Mayr 1862.  Ochetellus glaber ingår i släktet Ochetellus och familjen myror.

## Underarter
Arten delas in i följande underarter:
- O. g. clarithorax
- O. g. consimilis
- O. g. glaber
- O. g. sommeri

## Bildgalleri

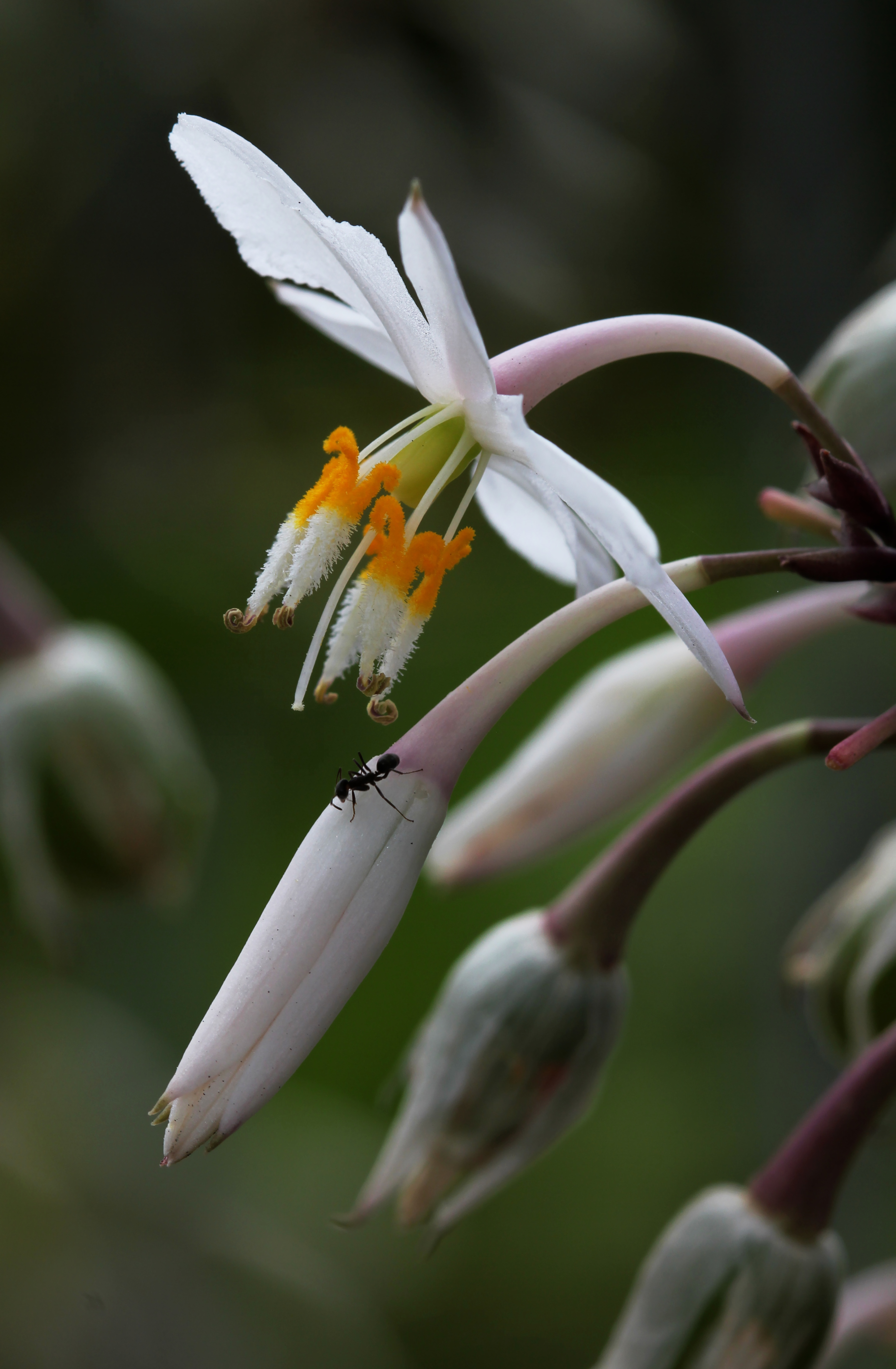
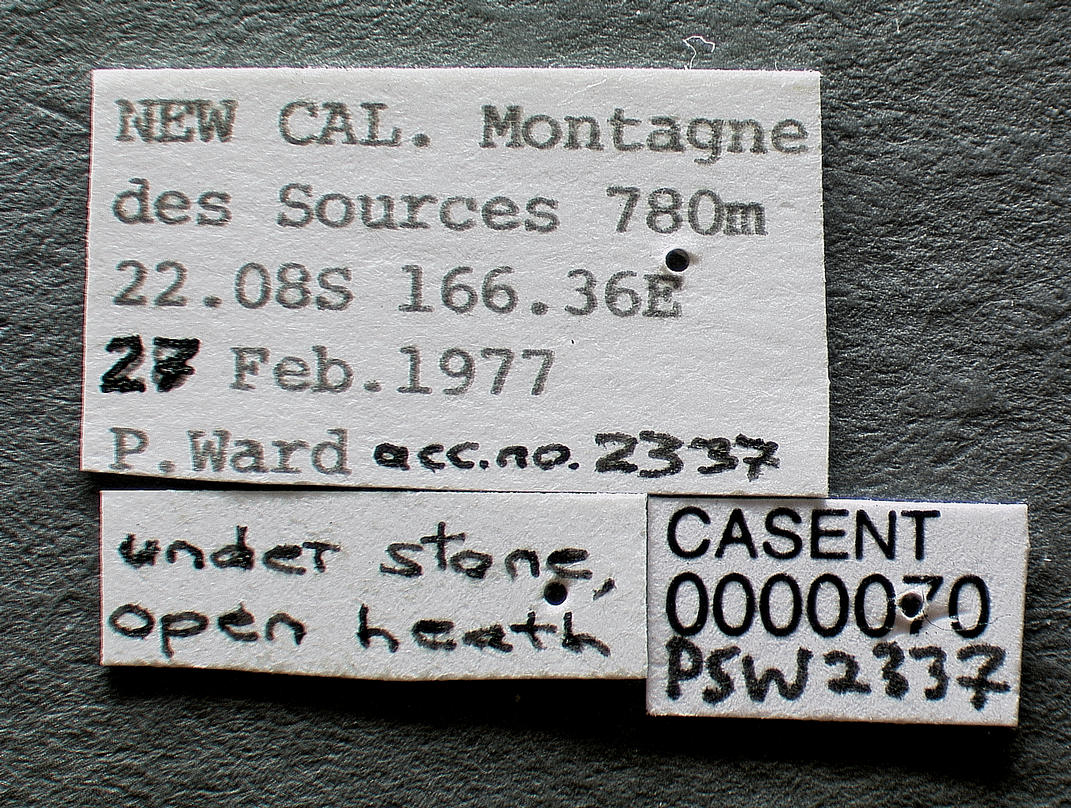
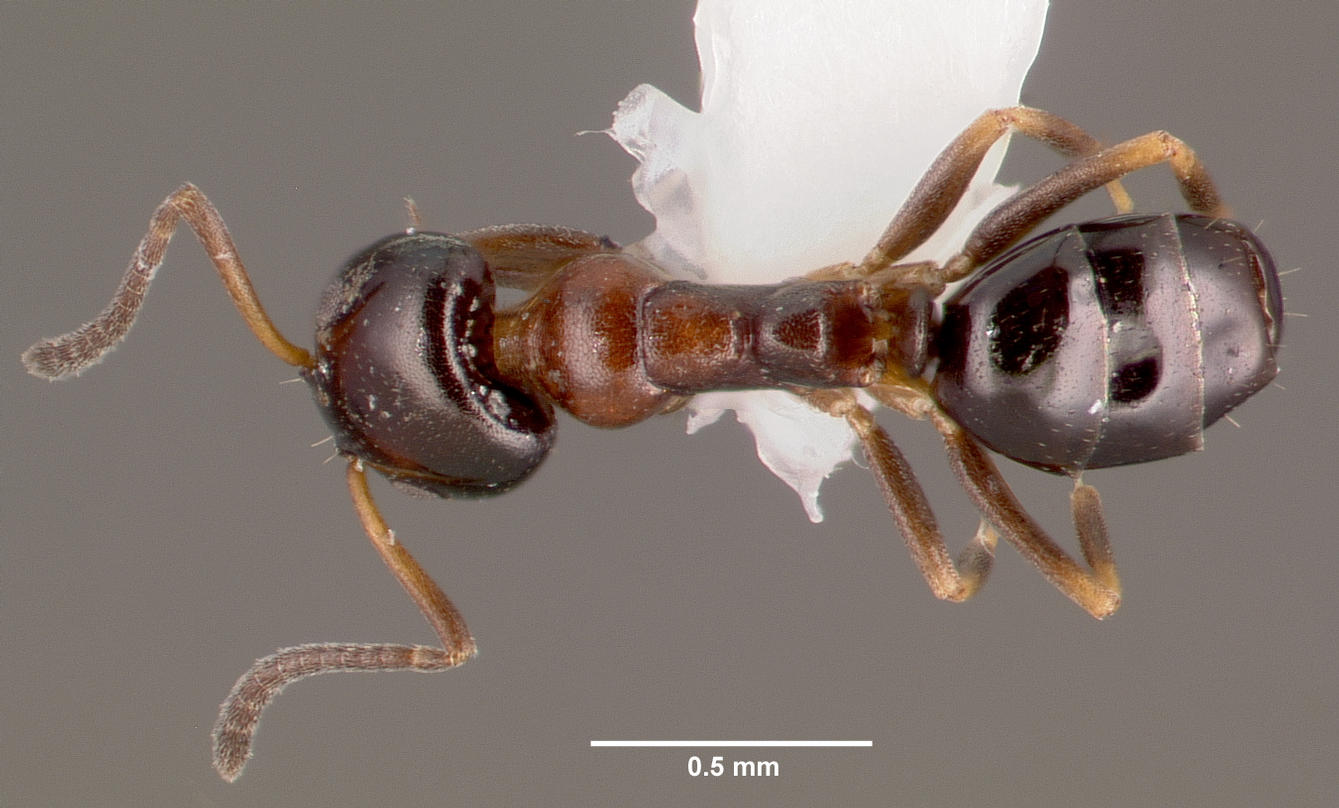
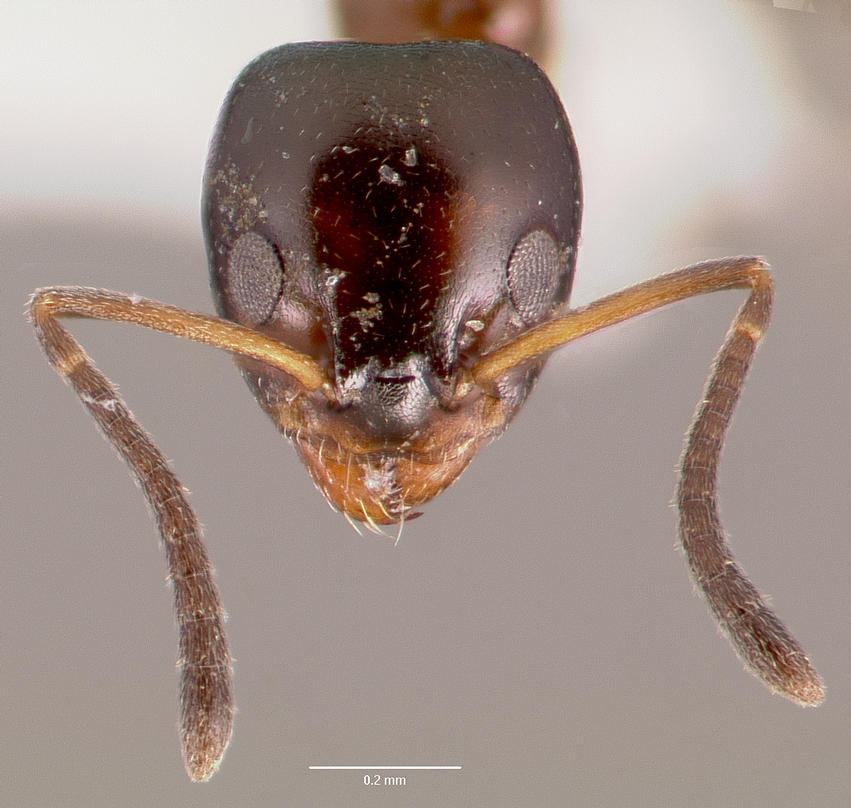
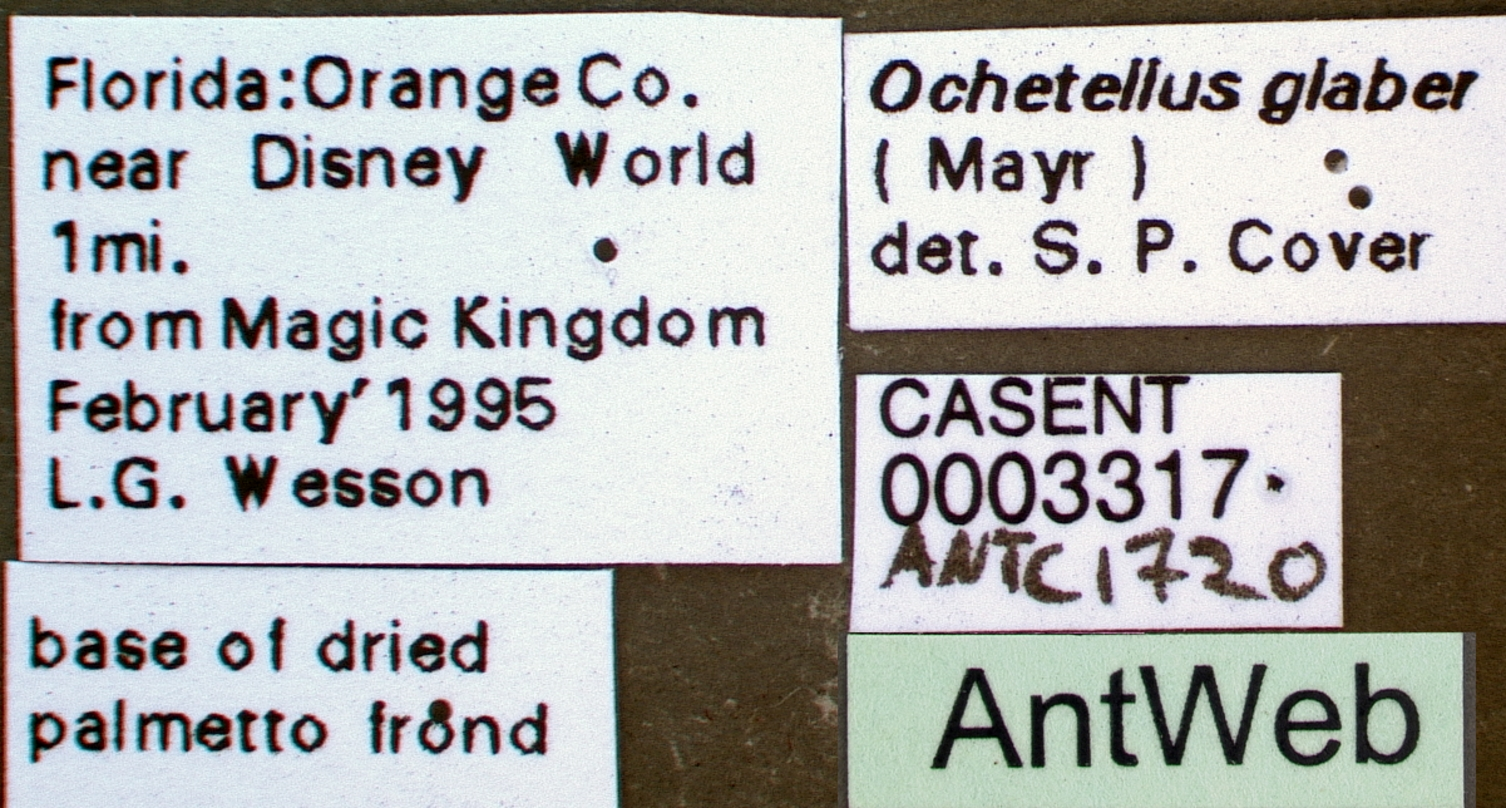
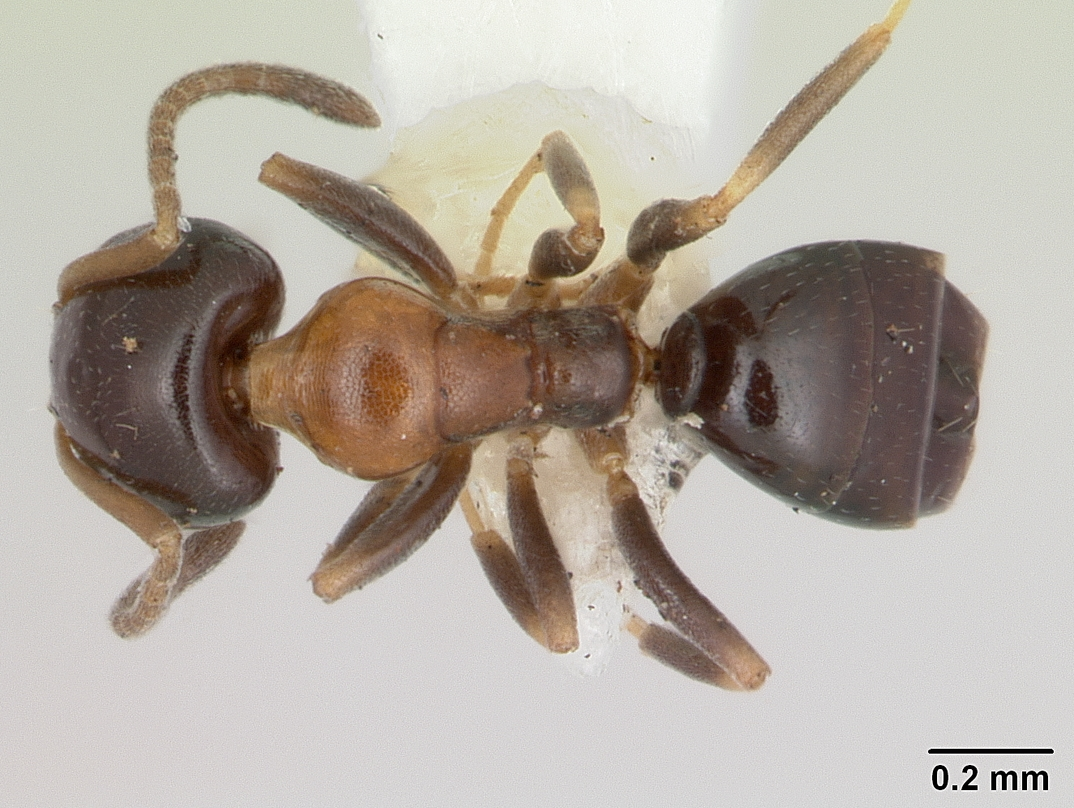